# Lissotriton graecus
Espèce
Synonymes
- Triton vulgaris graeca Wolterstorff, 1906
- Triton vulgaris intermedia Kolombatovic, 1907
- Triton vulgaris schreiberi Wolterstorff, 1914

Lissotriton graecus est une espèce d'urodèles de la famille des Salamandridae. 

## Répartition
Cette espèce se rencontre en Croatie, en Bosnie-Herzégovine, au Monténégro, en Serbie, au Kosovo, en Albanie, en Macédoine et en Grèce.

## Étymologie
Cette espèce est nommée en référence au lieu de sa découverte, la Grèce.

## Publication originale
- Wolterstorff, 1906 : Über Triton vulgaris L. subsp. graeca Wolt. n. subsp.. Zoologischer Anzeiger, vol. 29, p. 137-139 (texte intégral).